# Taxa natural de desemprego
A taxa natural de desemprego é o nome dado a um conceito no estudo da atividade econômica. Os americanos Milton Friedman e Edmund Phelps, abordando a questão "humana" na década de 1960, receberam o Prêmio Nobel de Ciências Econômicas por seu trabalho, e o desenvolvimento do conceito é citado como a principal motivação para prêmio. Um resumo simplista do conceito é: "A taxa natural de desemprego é a proporção da força de trabalho que está desempregada quando uma economia está em um estado estável de 'pleno emprego'". Em outras palavras, este conceito esclarece que o termo econômico “pleno emprego” não significa “desemprego zero”. Ela representa a taxa de desemprego hipotética consistente com a produção agregada ao nível de "longo prazo". Esse nível é consistente com a produção agregada na ausência de vários atritos temporários, como ajustes incompletos de preços nos mercados de trabalho e de bens. A taxa natural de desemprego corresponde, portanto, à taxa de desemprego prevalecente sob uma visão clássica de determinação da produção.
A ocorrência de perturbações (por exemplo, mudanças cíclicas nos sentimentos de investimento) fará com que o desemprego real se desvie continuamente da taxa natural e seja parcialmente determinado por fatores de demanda agregada, como na visão keynesiana de determinação da produção. A implicação política é que a taxa natural de desemprego não pode ser reduzida permanentemente por políticas de demanda (incluindo a política monetária), mas que tais políticas podem desempenhar um papel na estabilização das variações do desemprego real. Reduções na taxa natural de desemprego devem, de acordo com o conceito, ser alcançadas por meio de políticas estruturais direcionadas ao lado da oferta da economia. De acordo com várias pesquisas, de dois terços a três quartos dos economistas concordam geralmente com a afirmação: "Existe uma taxa natural de desemprego para a qual a economia tende a longo prazo".

## Desenvolvimento
Embora Friedrich von Hayek tenha argumentado que as tentativas de criar pleno emprego poderiam desencadear uma inflação incontrolável, e David Hume tenha notado que os aumentos na oferta de moeda aumentariam o preço do trabalho já em 1752, a declaração clássica sobre a taxa natural apareceu no discurso presidencial de Milton Friedman de 1968 à American Economic Association:
"A qualquer momento, há algum nível de desemprego que tem a propriedade de ser consistente com o equilíbrio na estrutura dos salários reais [...] A 'taxa natural de desemprego' [...] é o nível que seria estabelecido pelo sistema walrasiano de equações de equilíbrio geral, desde que estivessem inseridas nele as características estruturais reais dos mercados de trabalho e de commodities, incluindo imperfeições de mercado, variabilidade estocástica em demandas e ofertas, os custos de coleta de informações sobre vagas de emprego e disponibilidade de mão de obra, os custos de mobilidade e assim por diante."
No entanto, isso continuou sendo uma visão – Friedman nunca escreveu um modelo com todas essas propriedades. Quando ilustrou a ideia da taxa natural, ele simplesmente usou o modelo padrão de oferta e demanda do mercado de trabalho que era essencialmente o mesmo que o modelo de pleno emprego de Don Patinkin. Nele, há um mercado de trabalho competitivo em que tanto a oferta quanto a demanda de trabalho dependem do salário real e a taxa natural é simplesmente o equilíbrio competitivo onde a demanda é igual à oferta. Implícita em sua visão está a noção de que a taxa natural é única: há apenas um nível de produção e emprego que é consistente com o equilíbrio.

## Curva de Phillips
Milton Friedman argumentou que uma taxa natural de inflação seguia a curva de Phillips. Isso mostrou que os salários tendem a aumentar quando o desemprego é baixo. Friedman argumentou que a inflação era igual aos aumentos salariais e argumentou em relação a ideia, então amplamente aceita, de que existia uma relação negativa estável entre inflação e desemprego. Esta crença tinha a implicação política de que o desemprego poderia ser permanentemente reduzido por uma política de demanda expansiva e, portanto, por uma inflação mais elevada.
Friedman e Phelps se opuseram a essa ideia por motivos teóricos, pois observaram que, se o desemprego fosse permanentemente menor, alguma variável real na economia, como o salário real, teria que mudar permanentemente. Isso deveria acontecer porque a inflação estar mais alta parecia depender da irracionalidade sistemática no mercado de trabalho. Como Friedman observou, a inflação salarial acabaria se recuperando e deixaria o salário real e o desemprego inalterados. Portanto, um desemprego menor só poderia ser alcançado quando a inflação salarial e as expectativas de inflação estivessem abaixo da inflação real. Isso era visto como um resultado temporário. Por fim, o desemprego retornaria à taxa determinada por fatores reais independentes da taxa de inflação. De acordo com Friedman e Phelps, a curva de Phillips seria, portanto, vertical no longo prazo, e políticas de demanda expansivas seriam apenas uma causa de inflação, não uma causa de desemprego permanentemente menor.
Milton Friedman enfatizou os erros de expectativas como a principal causa do desvio do desemprego em relação à taxa natural. Para Friedman, a noção de que havia uma taxa natural única era equivalente à sua afirmação de que há apenas um nível de desemprego no qual a inflação pode ser totalmente antecipada (quando a inflação real e a esperada são as mesmas). Edmund Phelps se concentrou mais detalhadamente nas estruturas e fricções do mercado de trabalho que fariam com que mudanças na demanda agregada alimentassem a inflação e, no caso de expectativas fracas, a determinação da taxa de desemprego. Além disso, suas teorias forneceram insights sobre as causas de uma taxa natural de desemprego muito alta (ou seja, por que o desemprego poderia ser estrutural ou clássico).

## Críticas
A principal crítica à taxa natural é que não há evidências credíveis para ela, como o próprio Milton Friedman disse: "não podemos saber qual é a taxa 'natural'". A hipótese da taxa natural pressupõe fundamentalmente que existe um nível de desemprego de equilíbrio único. É importante ressaltar que o próprio Friedman nunca escreveu um modelo explícito da taxa natural; em sua palestra no Nobel, ele apenas usa o modelo simples de oferta e demanda de trabalho. Outros argumentaram que pode haver múltiplos equilíbrios, por exemplo devido a externalidades de pesquisa como no modelo do coco de Diamond ou que pode existir uma gama natural de níveis de desemprego em vez de um equilíbrio único. Segundo Roger Farmer, da UCLA, a suposição de que, após um choque, a taxa de desemprego retorna à sua taxa natural não se sustenta nos dados.